# Graptemys ernsti
Graptemys ernsti is een schildpad uit de familie moerasschildpadden (Emydidae).

## Naam en indeling
De wetenschappelijke naam van de soort werd voor het eerst voorgesteld door Jeffrey E. Lovich & Clarence John McCoy in 1992. De soortaanduiding ernsti is een eerbetoon aan de Noord-Amerikaanse herpetoloog Carl H. Ernst (1938–2018).

## Uiterlijke kenmerken
Het schild bereikt een maximale lengte van 28,5 centimeter, mannetjes blijven kleiner. Het rugschild is groen tot bruin van kleur en is relatief koepelvormig. Op het midden van het schild is een donkere tot zwarte kiel aanwezig, waarbij de hoornplaten een stekelachtige punt hebben aan de bovenzijde. Het buikschild heeft geen scharnierend deel. Het buikschild heeft een lichtgele kleur met donkere randen, vooral aan de marginaalschilden.
De poten en kop zijn groen en duidelijk geel gestreept, de kop heeft een masker bestaande uit een enigszins vierkante gele vlek tussen de ogen en een halvemaanachtige vlek achter ieder oog. De nek is geel gestreept, met name de strepen aan de bovenzijde zijn duidelijk verbreed. Mannetjes zijn van vrouwtjes te onderscheiden doordat zijn veel kleiner blijven en door een langere en dikkere staart. Het buikschild is bij beide seksen plat. Oudere vrouwtjes hebben een buitenproportioneel grote kop en een sterk vergroot eerste wervelschild.

## Voortplanting
De eieren worden van mei tot juli begraven in nesten die enkele meters boven het water gelegen zijn en tot vijftien meter van de waterlijn. De legsels bestaan uit zes tot dertien eieren, gemiddeld zeven, en er worden gemiddeld vier legsels per jaar geproduceerd. De eieren zijn wit van kleur en langwerpig van vorm, ze zijn ongeveer 27 millimeter breed en 38 mm lang. Na de afzet zwellen de eieren echter op door waterabsorptie en vlak voor het uitkomen zijn ze gemiddeld 29,5 mm breed en 43 mm lang.

## Levenswijze
Juveniele dieren, maar ook de mannetjes, eten vrijwel alleen insecten, in onderzoeken naar de uitwerpselen zijn bijvoorbeeld schietmotten (Trichoptera), kevers (Coleoptera), vliesvleugeligen (Hymenoptera) en libellen (Odonata) gevonden maar ook zijn miljoenpoten aangetroffen. De vrouwtjes schakelen steeds meer over op zoetwatermosselen en kiezen steeds grotere prooidieren uit naarmate ze groeien. Ook de ingevoerde soort Corbicula maniliensis wordt buitgemaakt, daarnaast worden af en toe ook waterslakken gegeten.

## Verspreiding en habitat
De soort komt voor in delen van Noord-Amerika en leeft endemisch in de Verenigde Staten. Hier is de schildpad bekend uit de staten Alabama en Florida. De habitat bestaat uit wat grotere, permanente wateren zoals rivieren en meren met een zanderige of korrelige ondergrond en veel ondergedoken objecten en vegetatie om te schuilen en te zonnen.

## Beschermingsstatus
Door de internationale natuurbeschermingsorganisatie IUCN is de beschermingsstatus 'gevoelig' toegewezen (Near Threatened of NT).